# Zethus melanis
Zethus melanis är en stekelart som beskrevs av Richard Mitchell Bohart och Stange 1965. Zethus melanis ingår i släktet Zethus och familjen Eumenidae. Inga underarter finns listade i Catalogue of Life.